# Vittoria cadmea

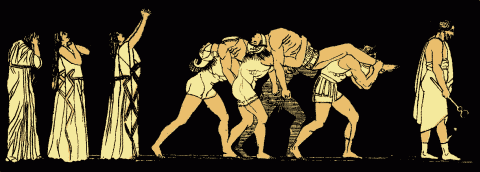
La traslazione dei corpi di Eteocle e Polinice, morti nella battaglia della Rocca cadmea (Tebe). Illustrazione del rev. Alfred J. Church (1829-1912) da Stories from the Greek Tragedians.

Vittoria cadmea (in greco antico: καδμεία νίκη?, kadmèia níkē) è un'espressione proverbiale utilizzata nell'antica Grecia per indicare una battaglia vinta a un prezzo altissimo o in cui il vincitore patisce sofferenze analoghe a quelle del vinto.
La locuzione può essere accostata a una analoga e successiva, ancor viva nell'italiano contemporaneo, che suona come vittoria di Pirro.

## Origini del mito

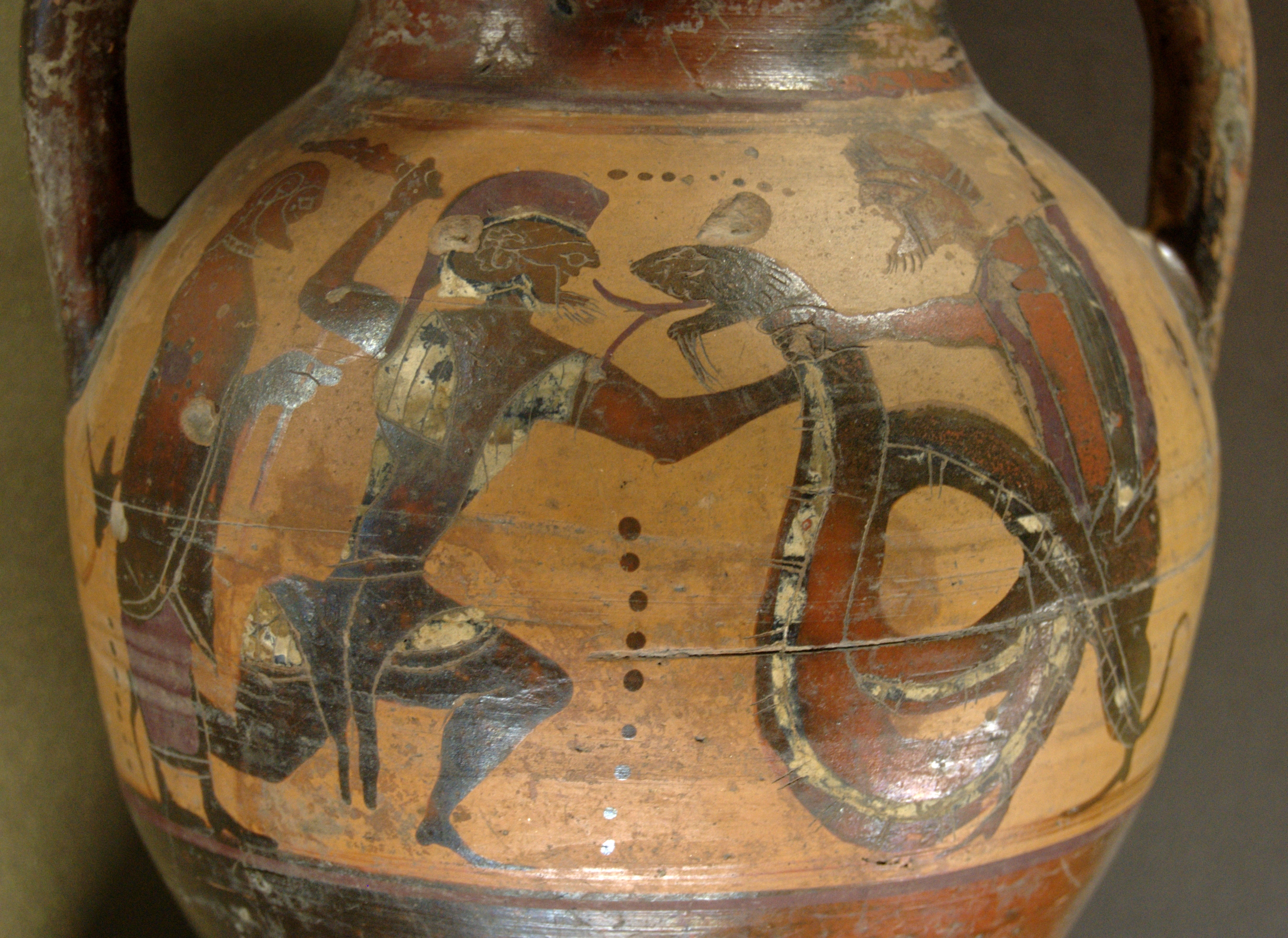
Cadmo e il drago, anfora calcidese a figure nere (circa 560-550 a.C.). Museo del Louvre.

L'espressione viene comunemente riferita alla vicenda della lotta fratricida di Eteocle e Polinice, figli di Edipo e discendenti di Cadmo, che si uccisero l'un l'altro per il possesso di Tebe. La città era stata fondata da Cadmo, che vi eresse quella che per questo motivo fu detta la Rocca cadmea. L'episodio, noto come la Spedizione dei Sette a Tebe, ha fornito ispirazione alla tragedia I sette contro Tebe di Eschilo. 
È questa l'interpretazione corrente dell'espressione erodotea, alla quale aderisce anche Plutarco: «Gli antichi definivano vittoria cadmea, in quanto turpe e miserrima, quella dei due fratelli davanti a Tebe».. 

### Ipotesi alternative
Erasmo da Rotterdam riporta invece una leggenda secondo la quale Cadmo, volendo essere il primo a trasmettere la scrittura ai Greci, uccise il cantore Lino, che si era ripromesso di fare altrettanto. Non ottenne però alcun beneficio, perché poco dopo fu cacciato dai suoi concittadini.
Anche Jérôme Carcopino, pur attribuendo il detto allo stesso Cadmo, ipotizza una derivazione secondo circostanze diverse da quelle tradizionali: i Focei, secondo Carcopino, con le poche navi superstiti, avrebbero fondato Elea allo stesso modo con cui Cadmo fondò la sua Tebe dopo che i suoi uomini furono abbattuti dal drago. Questa interpretazione suggerirebbe quindi una diversa etimologia dell'espressione proverbiale, non più legata alla spedizione dei Sette a Tebe, quanto alla stessa vicenda di Cadmo, ecista di Tebe, che, nel riuscito tentativo di fondazione, si trovò a dover combattere un drago, da lui ucciso in una vittoria a caro prezzo, che comportò la morte di tutti i suoi compagni nell'impresa.

## Citazioni aneddotiche
Ma l'azione costò ai Tebani così gravi perdite che da allora fu chiamata cadmea ogni vittoria che porti distruzione ai vincitori.»
(Pausania. Periegesi della Grecia. Beozia. Libro IX, 10)
L'espressione è utilizzata da Erodoto per qualificare la sofferta vittoria navale ottenuta dai Focei, contro Etruschi e Cartaginesi, nella battaglia di Alalia del VI secolo a.C.
(Erodoto. Storie. Libro I, 166)
Diodoro Siculo, ad esempio, riferisce l'espressione proverbiale alla vittoria di Serse nella battaglia delle Termopili nel 480 a.C. Anche Platone era a conoscenza del proverbio. Nelle Leggi, infatti, scrive che «è vero che la buona educazione procura anche vittorie, ma non sempre una vittoria procura una buona educazione. Molti, infatti, sono diventati arroganti per le vittorie riportate in guerra, e per questo sono stati sopraffatti da infiniti mali. Perciò, se l'educazione non è mai stata la causa di una vittoria cadmea, molte vittorie militari sono state tali e lo saranno ancora».